# ایستگاه متروی شاهد (تهران)

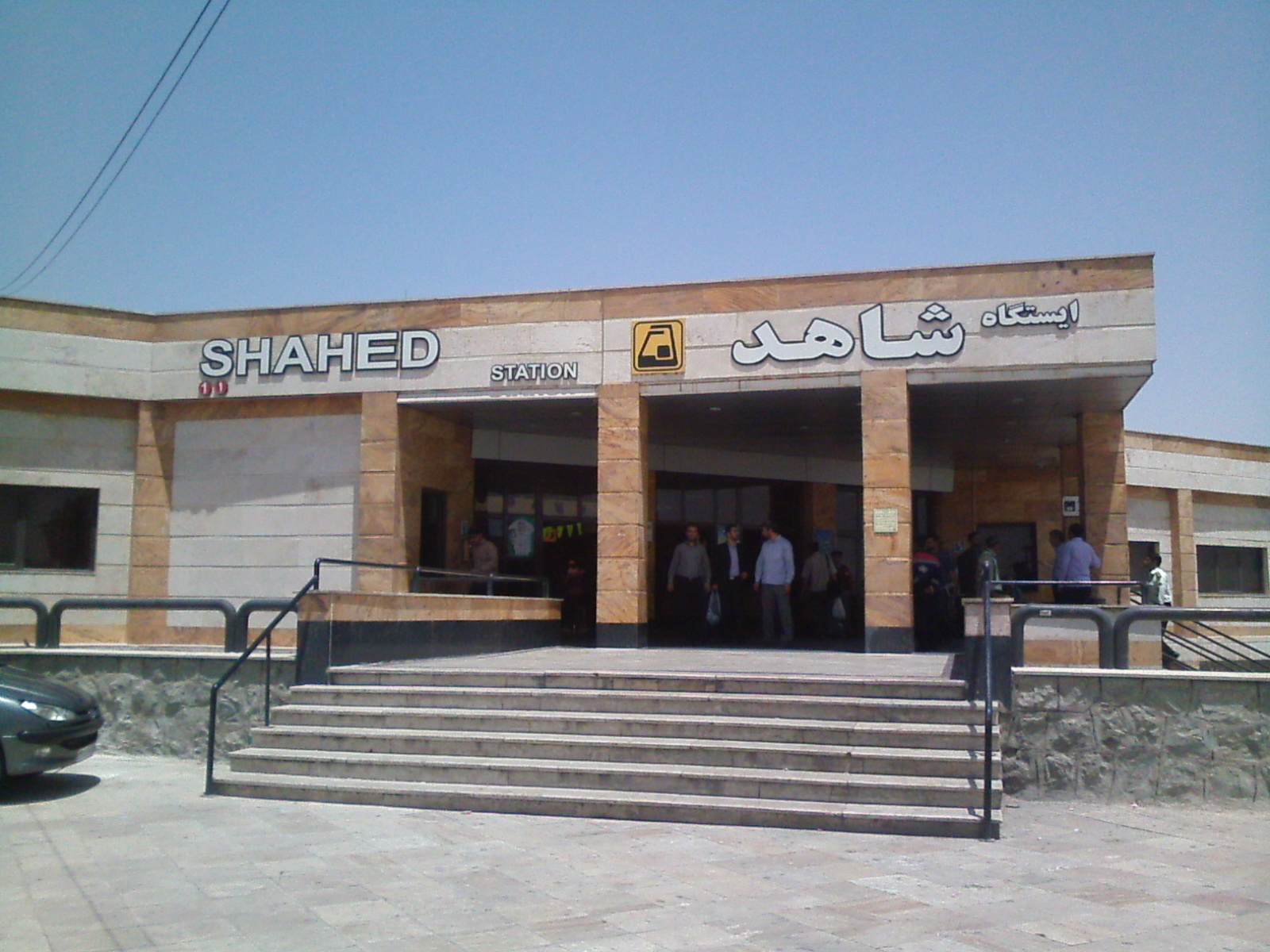
ایستگاه متروی شاهد-باقرشهر

ایستگاه متروی شاهد-باقرشهر با نام پیشین ایستگاه متروی شاهد، یکی از ایستگاه‌های خط یک مترو تهران است. این ایستگاه در محدوده بزرگراه هاشمی، روبه‌رو در شمالی بهشت زهرا واقع شده‌است. مساحت فضای سرپوشیده این ایستگاه بالغ بر ۲۷۵۸ متر مربع و فضای باز آن بالغ بر ۱۴۴۰۰ متر مربع است.

## امکانات
از جمله امکانات این ایستگاه می‌توان به تلفن عمومی کارتی، پله برقی، دفتر اشیاء گم شده، سرویس بهداشتی عمومی، پارکینگ عمومی، پایانه تاکسیرانی و سوپر مارکت اشاره کرد.